# Valvanerada

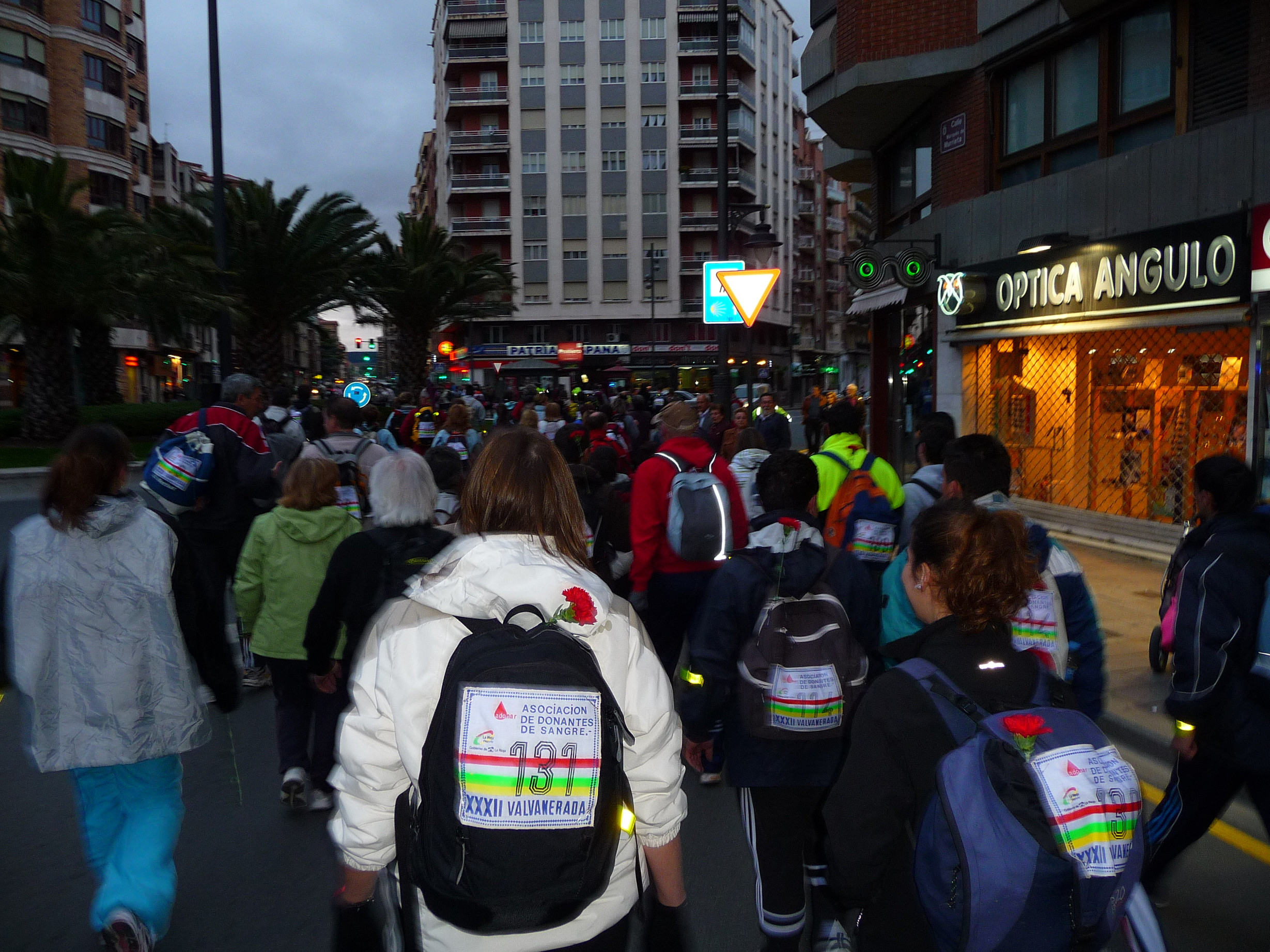
Caminantes saliendo de Logroño.

La Valvanerada es una marcha nocturna a pie de 63,2 km que se realiza anualmente el último sábado de abril, entre Logroño y el Monasterio de Valvanera, en La Rioja (España). Nació en 1976 por iniciativa de la Asociación de Donantes de Sangre de La Rioja (ADONAR), para promocionar la donación de sangre.
Con el paso del tiempo se ha convertido en un importante acontecimiento y registra cada año una participación de entre 1000 y 2500 personas de diferentes provincias; es la mayor marcha de la comunidad.
En la noche del 27 al 28 de abril de 2015 se realizó la XXXVI edición, con 1555 participantes inscritos. De ellos, 53 no tomaron la salida y llegaron a meta 928, el 61,78 %.

## Recorrido

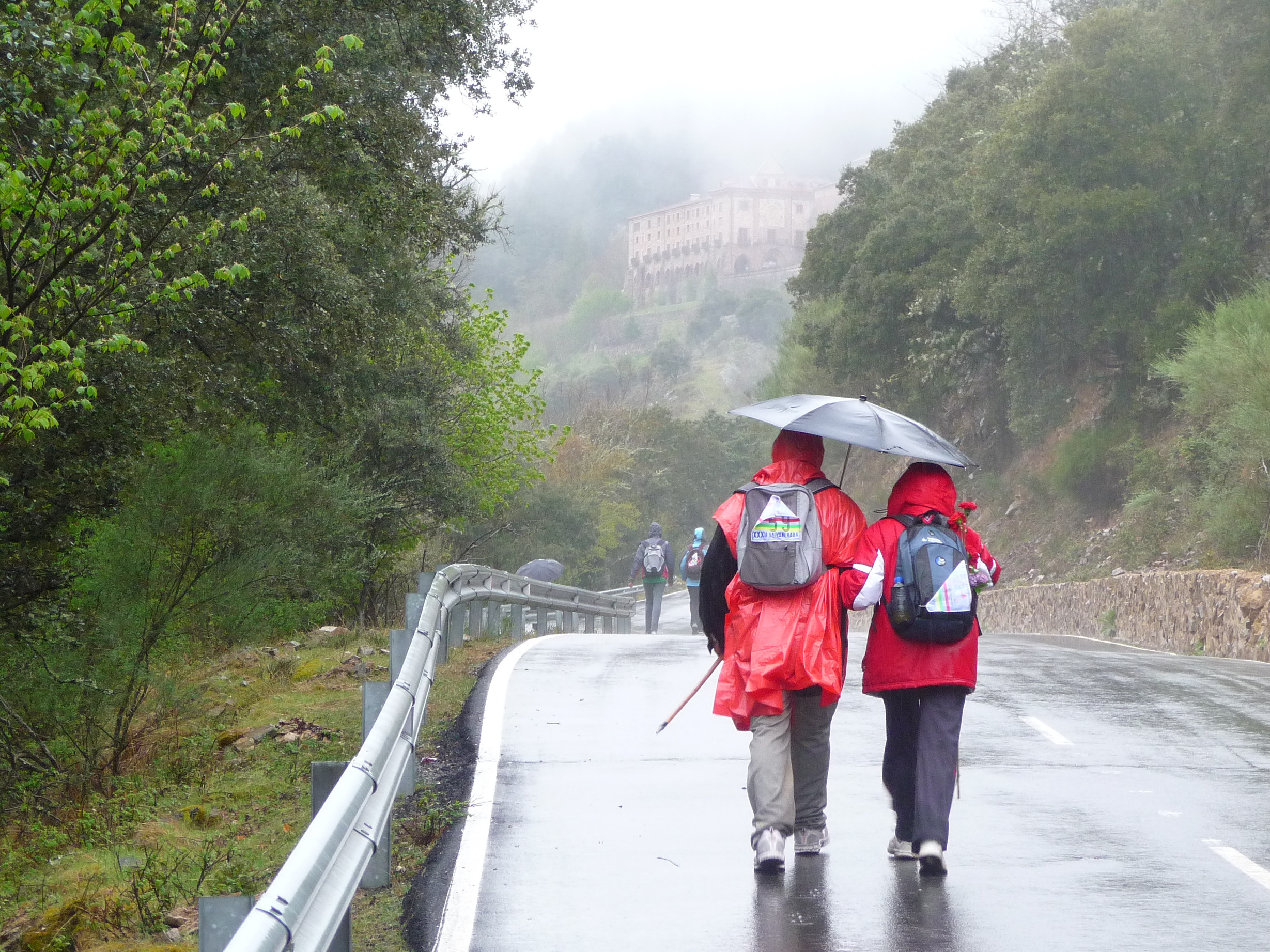
Llegando al Monasterio de Valvanera.

Parte del Ayuntamiento de Logroño a las 20 h. del último sábado de abril. Se sale en grupos. Actualmente se recorre la avenida de la Paz, Muro de Cervantes, Portales, plaza Alférez Provisional (fuente de Murrieta), Marqués de Murrieta, avenida de Burgos, Estanque, parque de San Miguel, Prado Viejo, camino de Entrena y Maestro Rodrigo. Una vez fuera del casco urbano de Logroño, continúa en dirección a la Grajera. Pasa por Navarrete (13,34 km), donde se reparten refrescos; más adelante, junto a la gasolinera Las Brujas ofrecen caldo; se continúa hasta Tricio (27,72 km), donde dan manzanas; al pasar por Arenzana de Abajo se puede tomar un yogur y zurracapote; en el cruce hacia Camprovín se ofrecen caramelos; en Baños de Río Tobía (38,92 km) dan barritas energéticas; en Bobadilla, frutos secos; en Anguiano (48,57 km), un café con leche y sobada. Pasada esta localidad se transita por un puerto hasta llegar a un cruce que señala el camino a Valvanera, desde donde faltan cinco kilómetros de ascensión hasta el Monasterio de Valvanera (63,20 km). Una vez allí reparten bocadillo de chorizo escaldado, caldo y vino de Rioja.
La caminata se completa en trece horas, aproximadamente. Las referencias oficiales de la Valvanerada son www.valvanerada.com y www.serdonante.com. La organiza dese 1976 ADONAR, Asociación de Donantes de Sangre, Órganos y Tejidos de La Rioja (en su origen Hermandad de Donantes de Sangre de la S.S. de la Provincia de Logroño). En 2014 cumplió su 37.ª edición y su promotor y director desde el inicio es José Antonio Álvarez de Eulate. Sus 25 primeros años de historia están editados en papel y todas las valvaneradas han sido digitalizadas con la búsqueda fácil del nombre y la fotografía de todos y cada uno de los que han participado.

## Historia

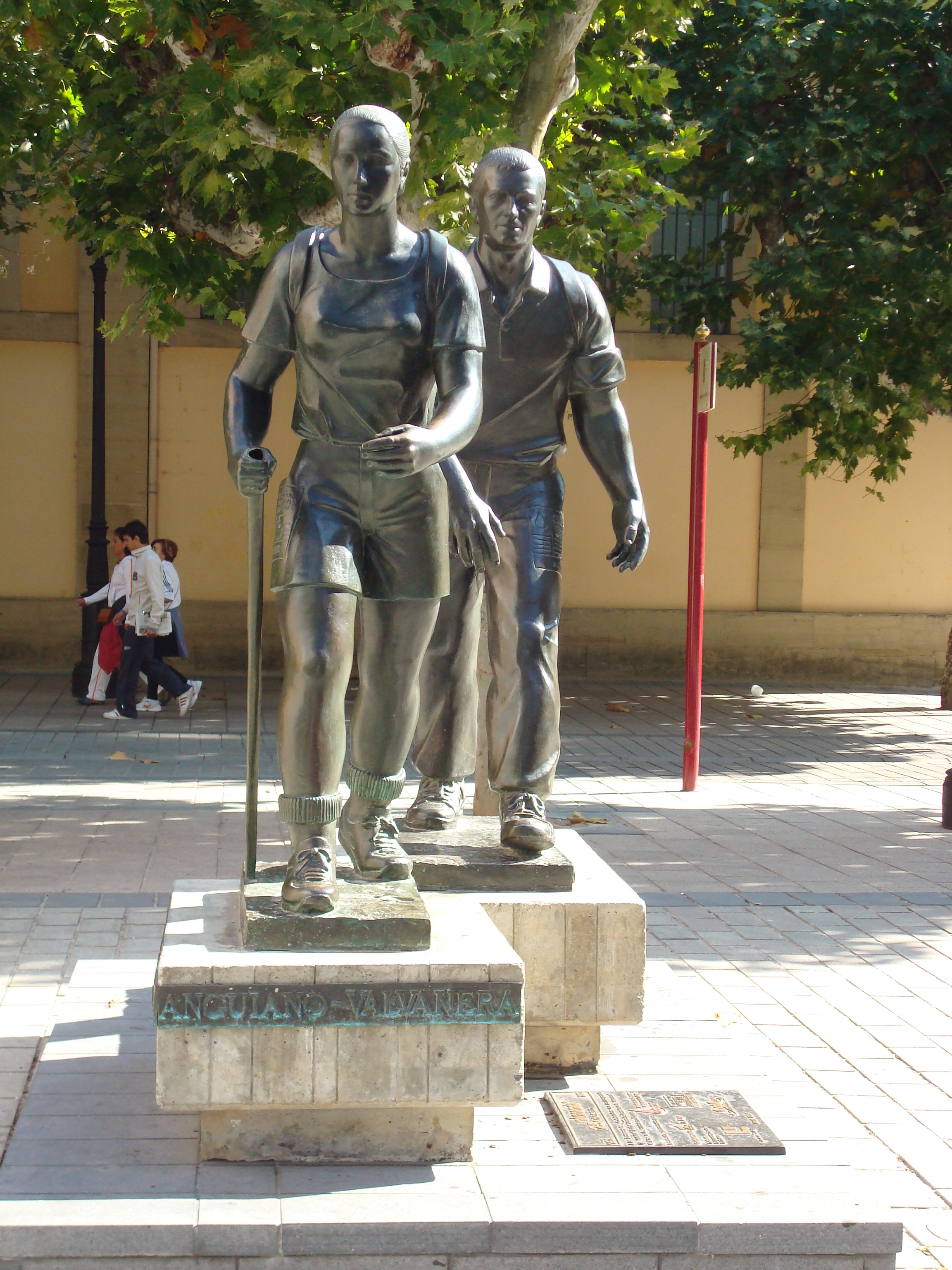
Monumento a la Valvanerada, Logroño.

Comenzó a realizarse en 1976, inicialmente con la única participación de miembros de la entonces denominada Hermandad Provincial de Donantes de Sangre de la Seguridad Social de Logroño, entre 12 y 17 personas en las dos primeras ediciones, y con el objetivo de concienciar a la población de la importancia de la donación de sangre. El recorrido llevaba a los participantes a visitar a la Virgen de Valvanera, patrona de La Rioja. Estas primeras ediciones eran diurnas, pero eso conllevaba más dificultades por el tráfico y la llegada de noche al monasterio, por lo que desde 1978 se optó por hacerla de noche.
En 1977 se mantuvo la iniciativa con 17 personas. En 1978 la participación subió a 75 personas y, aunque en 1979 se suspendió, en los cuatro años siguientes continuó aumentando hasta los 1.500 participantes en 1983. En 1984 volvió a suspenderse, pero desde entonces se ha realizado ininterrumpidamente. El máximo número de participantes se alcanzó en 1994, con 2.550 personas.
La edición de 2009 fue una de las más duras debido a la lluvia y el frío; solo 673 personas completaron el recorrido, de las 1659 que estaban inscritas. En 2010, en la salida de Navarrete hacia Sotés, falleció de un infarto un hombre de 77 años, vecino de Madrid, habituado a la marcha, y que en la edición anterior había recibido el premio al varón de mayor edad que la había completado.
En las últimas ediciones la media de participantes ha sido entre los 800 y los 500 participantes, siendo 790 inscritos en 2015, 521 en 2017, 550 en 2018, y 590 inscritos en 2025.
ADONAR recibió en 2005 la medalla al mérito deportivo de la ciudad de Logroño, concedida por el ayuntamiento por la organización de la Valvanerada. Esta marcha ha sido el germen de las también marchas nocturnas Jorgeada de Aragón (Zaragoza-Huesca) y de la Pontevedrada de Galicia (Pontevedra-Santiago de Compostela), ambas celebradas en abril.
En 2010 se añadieron dos actos paralelos:
- Concurso de fotografía: tiene diversas categorías, tanto para el recorrido en su conjunto como para su paso por las diversas localidades que atraviesa.
- Maxival: los marchosos que lo deseen pueden continuar su recorrido, comunicándolo en el momento de la inscripción, hasta la cumbre del San Lorenzo. Son 11.5 km con un desnivel de 1249 m. (pendiente media del 11 %). En su primera edición tuvo que suspenderse por el tiempo adverso. En 2011 se inscribieron 150 personas, de las cuales 43 completaron el trayecto, encabezadas por el murillense José Esteban Casero, con una marca de 2 h. 4 m.[9] La primera mujer en completar este trayecto fue la bilbaína Susana González, que tardó 2 h. 42 m. En 2012 se canceló el evento y se planteó la posibilidad de celebrarlo como acto independiente en fechas veraniegas.

En 2016 ADONAR tuvo que suspender la organización de la marcha por diversos problemas después de 36 años organizándola. Al año siguiente el Gobierno de La Rioja y el Monasterio de Valvanera asumieron la organización de la marcha, que viene celebrándose desde entonces con el nombre de "Valvanera Camina". Desde entonces se han celebrado 5 ediciones; 2017, 2018, 2019, 2023 y 2025, habiéndose suspendido entre 2020 y 2022 por el COVID-19.

## Otros eventos relacionados
Valvanerada es una marca registrada por ADONAR. Está cedida a algunos eventos como la Valvanerada Scout. Organizada por el Grupo Scout Vallaroso, en la que jóvenes Scout caminan 160 km desde Arnedo hasta el monasterio de Valvanera en cuatro etapas. En 2009 se organizó la XXVII edición desde el 9 al 12 de octubre, con 360 inscritos.
Desde el 2006 ADONAR también organiza la Pequeña Valvanerada, Pequevalvanerada o Pequeval, caminando desde el parque San Miguel de Logroño hasta el Embalse de La Grajera. En 2009 participaron 23 colegios de 5 localidades riojanas, que sumaron 2653 alumnos y 220 profesores. La edición de 2010 se realizó el 14 de mayo. En 2011 se celebró el 13 de mayo, con la participación de unos 3000 alumnos.